# Percichthys laevis

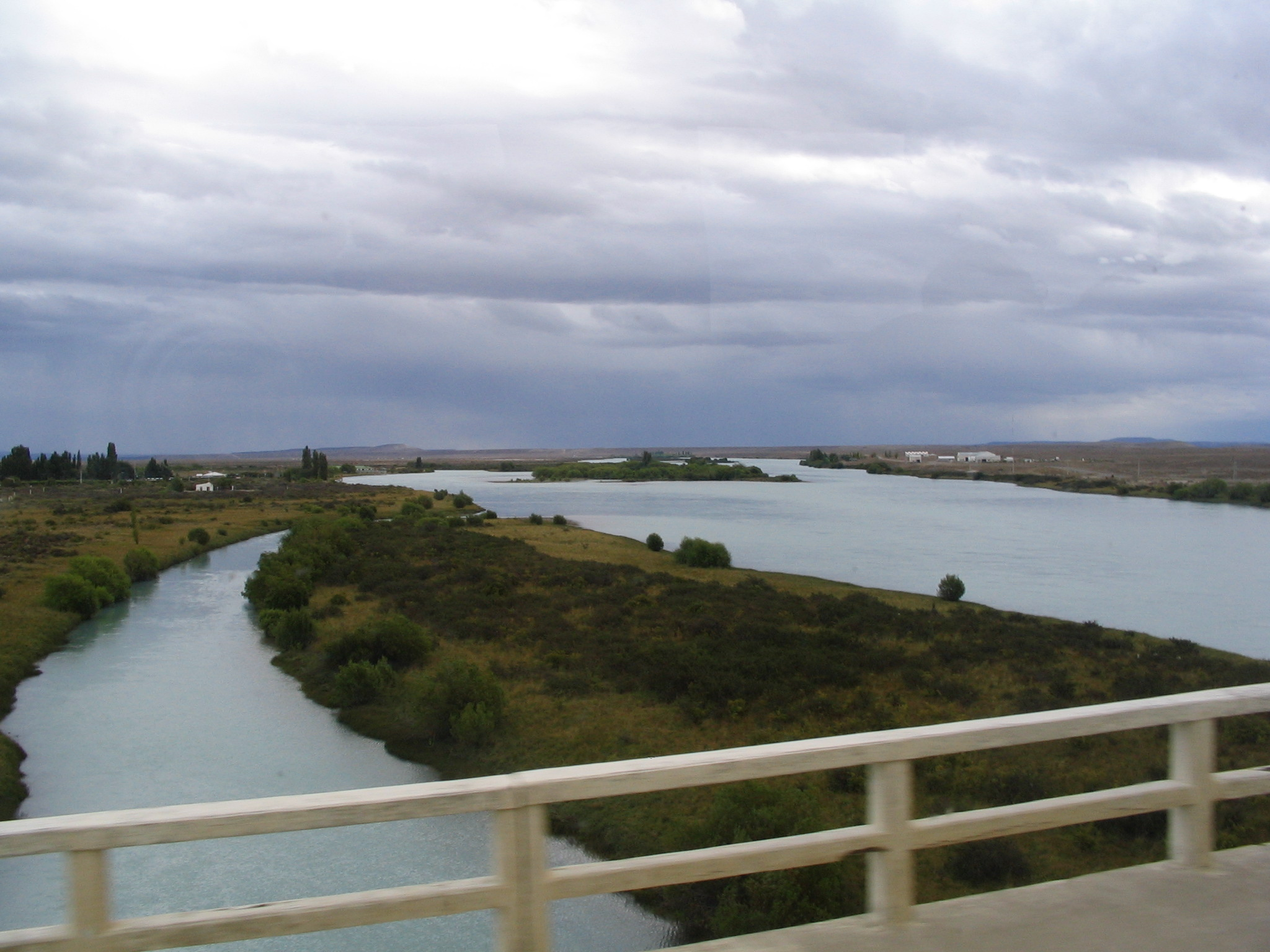
El río Santa Cruz rodeando a la isla Pavón; el hábitat de esta especie.

Percichthys laevis, denominada comúnmente perca  o trucha criolla , es una especie de agua dulce del género de peces Percichthys, de la familia Percichthyidae en el orden Perciformes. Habita en el sur de Sudamérica. La mayor longitud que alcanza ronda los 22  cm de largo total. Al llegar a la adultez su dieta es principalmente piscívora. Posee una carne sabrosa, por lo que es buscado por los pescadores deportivos.

## Taxonomía
Esta especie fue descrita originalmente en el año 1840 por el naturalista inglés Leonard Jenyns.
Etimología
La etimología del término Percichthys proviene del idioma griego, donde perke significa 'perca' e ichthys significa 'peces'. 
Hasta el comienzo del siglo XXI Percichthys laevis era un sinónimo más moderno de Percichthys trucha, pero en el año 2004, una revisión de las especies del género rehabilitó esta forma como una buena especie.

## Distribución
Habita en ambientes de agua dulce y fría del sur de la Argentina siendo endémica de las cuencas del río Chico y del río Santa Cruz, en la provincia de Santa Cruz.